# Liste der denkmalgeschützten Objekte in St. Aegidi (Oberösterreich)
Die Liste der denkmalgeschützten Objekte in St. Aegidi enthält die 3 denkmalgeschützten, unbeweglichen Objekte der Gemeinde St. Aegidi im Bezirk Schärding (Oberösterreich).

## Denkmäler
| Foto |                 | Denkmal                                                                     | Standort                              | Beschreibung | Metadaten |
| ---- | --------------- | --------------------------------------------------------------------------- | ------------------------------------- | --- | --- |
| ja   | Datei hochladen | Schanze Hochholding-Dornedt HERIS-ID: 102340 Objekt-ID: 118733              | Flur Im Forst Standort KG: St. Aegidi | Die Schanzanlage an der Grenze zu Kopfing wurde 1702/03 während des Spanischen Erbfolgekrieges von der Landbevölkerung errichtet.                                                                      | BDA-Hist.: Q37790413 Status: Bescheid Stand der BDA-Liste: 2025-06-30 Name: Schanze Hochholding-Dornedt GstNr.: 3081, 3082, 1293/1, 1293/3 |
| ja   | Datei hochladen | Kath. Pfarrkirche hl. Ägidius und Friedhof HERIS-ID: 52566 Objekt-ID: 59727 | St. Aegidi 3 Standort KG: St. Aegidi  | Der spätgotische dreijochige (die Joche sind ungleich) netzrippengewölbte Chor hat einen Dreiachtelschluss. Das einschiffige Langhaus trägt ein Tonnengewölbe. Der Westturm trägt einen barocken Helm. | BDA-Hist.: Q26720810 Status: § 2a Stand der BDA-Liste: 2025-06-30 Name: Kath. Pfarrkirche hl. Ägidius und Friedhof GstNr.: .3, 1/2         |
| ja   | Datei hochladen | St.-Pankratius-Kapelle HERIS-ID: 74184 Objekt-ID: 87584                     | Standort KG: Schauern                 | Die neobarocke Kapelle wurde 1877 anstelle der im 18. Jahrhundert abgerissenen Filialkirche hl. Pankraz errichtet. Im Inneren befindet sich eine Heilquelle.                                           | BDA-Hist.: Q1704057 Status: § 2a Stand der BDA-Liste: 2025-06-30 Name: St. Pankratiuskapelle GstNr.: .48 Pankratiuskapelle, Sankt Aegidi   |